# Ernst Bång
Ernst August Bång, född 24 december 1861 i Gävle, död 6 augusti 1927 i Jakobs församling i Stockholm, var en svensk ämbetsman och mecenat.
Bång blev tillförordnad registrator i Statskontoret 1902, och ordinarie registrator 1910. I sitt testamente donerade han 2,5 miljoner kronor till sociala ändamål. Bång är begravd på Norra begravningsplatsen utanför Stockholm.